# Twierdza (Ukraina)
Twierdza (ukr. Твіржа) – wieś na Ukrainie, w rejonie jaworowskim (do 2020 roku w rejonie mościskim) obwodu lwowskiego. Wieś liczy 645 mieszkańców.
Założona w 1572 r. W II Rzeczypospolitej do 1934 samodzielna gmina jednostkowa. Następnie należała do zbiorowej wiejskiej gminy Twierdza w powiecie mościskim w woj. lwowskim. W latach 1944–1945 nacjonaliści ukraińscy z OUN – UPA zamordowali tutaj 12 Polaków. Po wojnie wieś weszła w struktury administracyjne Związku Radzieckiego.

## Urodzeni
- Zofia Mirska (poetka)[3]